# James Craig (architecte)
Pour les articles homonymes, voir James Craig.
James Craig (31 octobre 1739-23 juin 1795) est un architecte écossais. 

## Biographie
Sa carrière fut presque entièrement consacrée à Édimbourg. Il est surtout connu pour avoir dessiné le quartier de New Town d'Édimbourg. Il remporta le concours devant désigner l'architecte de ce quartier à l'âge de 22 ans, en 1766. Sa proposition était un plan rectiligne de trois rues parallèles (Princes Street, George Street et Queen Street) débouchant sur deux parcs (St Andrew's square et Charlotte square). Son plan fut présenté au roi George III en 1767.
Il a également réalisé le City Observatory sur Calton Hill, à Édimbourg.